# Anthony Wayne England
Anthony Wayne England dr. (Indianapolis, Indiana, 1942. május 15. –) amerikai geofizikus, űrhajós.

## Életpálya
1965-ben a Massachusetts Institute of Technology (MIT) keretében szerzett geológiából oklevelet. Ugyanott 1970-ben doktorált (Ph.D.). 1972-1979 között az amerikai Geological Survey helyettes vezetője. Több missziós szolgálatot teljesített (Alaszka, Antarktisz), ahol a Föld geomágneses állapotát tanulmányozta. Amatőr repülőként több mint 3000 órát töltött a levegőben (repülő/űrrepülő).
1967. augusztus 4-től a Lyndon B. Johnson Űrközpontban részesült űrhajóskiképzésben. Kiképzett űrhajósként tagja volt az Apollo–13 és  Apollo–16 támogató (tanácsadó, problémamegoldó) csapatának. 1979-től a NASA vezető tudósa. Egy űrszolgálata alatt összesen 7 napot, 22 órát, 45 percet és 26 másodpercet (191 óra) töltött a világűrben. Űrhajós pályafutását 1988. augusztus 31-én fejezte be. A Michigani Egyetem professzor tanáraként dolgozik.

## Űrrepülések
STS–51–F, a Columbia űrrepülőgép 2. repülésének küldetés Spacelab specialistája. Technikai okok miatt előbb tértek vissza a Földre. Egy űrszolgálata alatt összesen 7 napot, 22 órát, 45 percet és 26 másodpercet töltött a világűrben. 5 284 350 kilométert (3 283 543 mérföldet) repült, 127 alkalommal kerülte meg a Földet.

## Családja
England házas, két gyermeke van.